# Shooter (película)
Shooter (Tirador en Argentina y Uruguay) es un película de acción de 2007 dirigida por Antoine Fuqua y escrita por Jonathan Lemkin, basada en la novela de 1993 Point of Impact, por Stephen Hunter. La película está protagonizada por Mark Wahlberg, Michael Peña, Danny Glover, Kate Mara, Levon Helm y Ned Beatty. Fue producida por Lorenzo di Bonaventura a través de Di Bonaventura Pictures y lanzada por Paramount Pictures en Estados Unidos el 23 de marzo de 2007.

## Sinopsis
Bob Lee Swagger (Mark Whalberg) es un ex-tirador de élite del ejército de los Estados Unidos que abandona las fuerzas armadas después del fracaso de una misión extraoficial. Cuando le piden que se reincorpore, regresa al servicio a regañadientes, pero vuelven a engañarlo. A pesar de llevar dos balas en el cuerpo y de ser el objetivo de una caza a nivel nacional, Swagger planea su venganza con ayuda de un agente del FBI el cual le ayuda a eliminar a las personas que intentaron matarlo y que también le mataron su perro.

## Argumento
El Sargento Scout de Artillería de Reconocimiento de la Fuerza del USMC, Bob Lee Swagger, está participando en una misión en Eritrea con su observador y amigo cercano el cabo Donnie Fenn. Ayudan a un convoy aliado a evadir al enemigo, pero Donnie muere posteriormente en el tiroteo contra las fuerzas de la milicia enemiga. Tres años después, Swagger, ahora un civil desilusionado, vive en un exilio autoimpuesto en una cabaña de troncos aislada. En la oficina de una compañía militar privada anónima en Langley, Virginia, un coronel retirado del ejército de EE. UU. llamado Isaac Johnson y sus asociados revisan el informe de operaciones de combate de Swagger y su Certificado de Alta. Lo visitan y le piden que brinde su experiencia para prevenir un posible asesinato del presidente de Estados Unidos durante su próxima gira de discursos. Swagger acepta de mala gana. Johnson le da una lista de posibles sitios de asesinato, y Swagger concluye que el Independence Hall en Filadelfia es el único lugar donde podría ocurrir el asesinato, con el asesino teniendo que disparar un tiro de 2000 yardas. El día del discurso de Filadelfia, Swagger está trabajando con Johnson y Timmons, para encontrar al asesino. Sin embargo, el tiro sale. Swagger es repentinamente traicionado y disparado por Timmons, pero logra escapar. Los conspiradores acusan a Swagger del asesinato, y se produce una persecución. Swagger somete a un agente del FBI sin experiencia, Nick Memphis, y le roba su auto, estrellándolo contra el río Delaware. Luego se aferra al costado de una barcaza para evadir las fuerzas que lo persiguen. 
Swagger sigue evadiendo la persecución y trata de curar sus heridas y se refugia con Sarah, la viuda de Donnie. Se entera de que el arzobispo etíope fue asesinado en lugar del presidente. Sarah termina de tratar sus heridas. Al recuperarse, Swagger la convence de que le ayude a avisar a Memphis. Memphis, que fue el chivo expiatorio por la fuga de Swagger y debe ser revisado por un profesional, argumenta que, dada la capacitación y la experiencia de Swagger, es sospechoso que "extrañó" al presidente por varios pies y golpeó al arzobispo. Sospecha que Swagger fue incriminado por el asesinato y se convence aún más cuando se entera de que el policía que disparó a Swagger fue asesinado poco después. Después de recibir consejos sobre Swagger de una Sarah disfrazada, intenta acceder a información clasificada de nivel Delta en la oficina del FBI. Johnson y sus hombres son avisados por la solicitud de nivel Delta y se dan cuenta de que Memphis está a punto de exponerlos. Ordenan secuestrarlo e intentan escenificar su suicidio. También secuestran a Sarah en su residencia.
Sin embargo, Swagger llega al escondite de los secuestradores de Memphis y los mata a todos. Él y Memphis comienzan a trabajar juntos, comenzando por visitar a un experto en armas de fuego que les explica la técnica utilizada para manipular los datos balísticos del asesinato y que enumera los tiradores capaces de disparar. Localizan al asesino, quien revela que el arzobispo era el objetivo previsto. Fue asesinado para evitar que revelara que un consorcio de intereses corporativos petroleros liderado por el corrupto senador estadounidense Charles Meachum ordenó la masacre de un pueblo eritreo para construir un oleoducto. Swagger registra esta declaración. El asesino le dice a Swagger que Sarah ha sido secuestrada y luego se suicida. Swagger y Memphis son emboscados por un grupo mercenarios desplegado con la autorización de Meachum de las órdenes de Johnson, pero logran matar a sus atacantes y escapar. Se ponen en contacto con Johnson y aceptan cambiar a Sarah por la grabación de la confesión del asesino.
Johnson, Meachum, Sarah y algunos mercenarios se encuentran con Swagger y Memphis en la cima de una montaña. Swagger mata a los tres francotiradores mercenarios. Intercambian a Sarah por la cinta y luego se entregan al FBI.
Swagger es llevado ante el fiscal general de los Estados Unidos y el director del FBI en una reunión privada con el coronel Johnson, Memphis y Sarah. Swagger limpia rápidamente su nombre apuntando su rifle cargado (presente como prueba, ya que supuestamente se usó en el asesinato) a Johnson y apretando el gatillo; no dispara. Swagger explica que cada vez que sale de su casa, cambia los pernos de disparo de sus armas; esto los vuelve inoperables. Aunque Swagger está exonerado, Johnson no puede ser procesado porque África está fuera de la jurisdicción de Estados Unidos. El fiscal general le dice a Swagger que debe acatar la ley y abstenerse del vigilantismo , "aunque a veces eso es exactamente lo que se necesita".
Un rato después, Johnson y Meachum están sentados en una cabaña aislada discutiendo su próxima operación. Swagger irrumpe y mata tanto a hombres como a sus asociados. Hace que la cabaña explote como por accidente y luego se va con Sarah

## Reparto

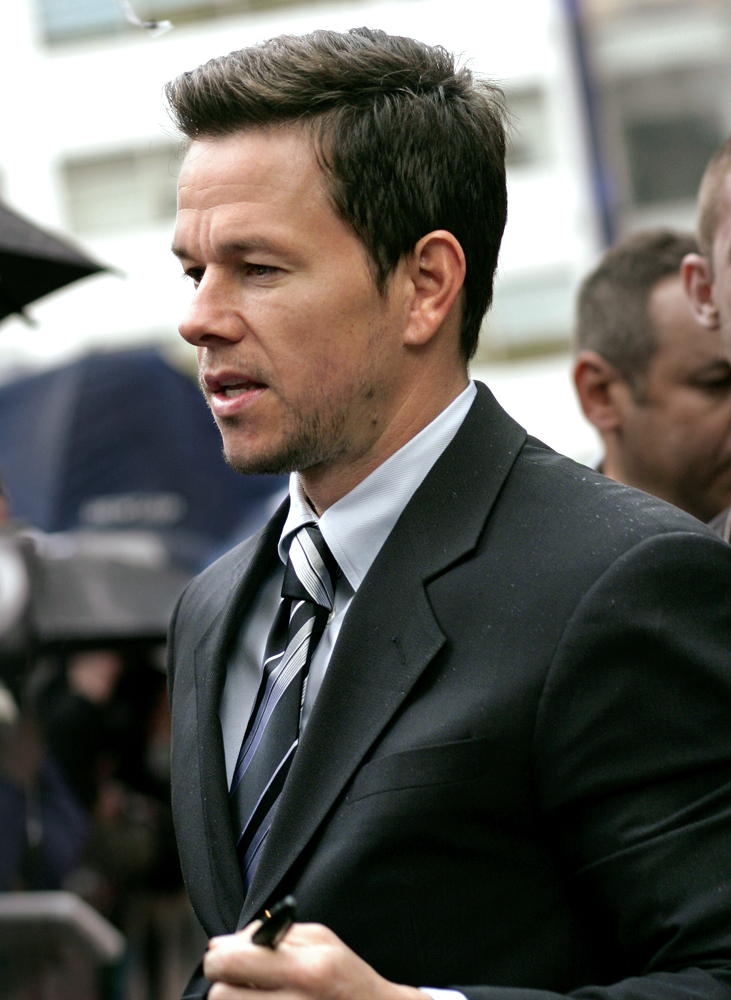
Mark Wahlberg en Londres en la premiere de la película.

- Mark Wahlberg: Sargento Bob Lee Swagger
- Lane Garrison: Cabo Donnie Fenn
- Michael Peña: Agente especial Nick Memphis
- Danny Glover: Coronel Isaac Johnson
- Ned Beatty: Senador Charles F. Meachum
- Kate Mara: Sarah Fenn
- Elias Koteas: Jack Payne
- Rhona Mitra: Agente especial Alourdes Galindo
- Jonathan Walker : Brent Dobbler
- Justin Louis: Agente especial Howard Purnell
- Tate Donovan: Russ Turner
- Rade Šerbedžija: Michailo Sczerbiak
- Alan C. Peterson: Agente de policía Stan Timmons
- Brian Markinson: Fiscal general Russert
- Levon Helm: Sr. Rate
- Mike Dopud: Líder mercenario
- Dean McKenzie: Arzobispo

## Producción

### Lugares
La película se rodó principalmente en Columbia Británica, Canadá. Las escenas del asesinato fueron filmadas en Filadelfia. Las escenas con el presidente y el arzobispo fueron rodadas en el parque nacional de la Independencia, en frente del Independence Hall. La localización del francotirador fue creada usando exteriores de la iglesia en el cruce de New Street con North 4th Street. Estas fueron combinadas con una vista elevada de otro edificio para crear una imagen ficticia del parque. La huida de Swagger se grabó en Westminster a lo largo del río Fraser. La escena en la que el coche cae al río tuvo lugar en la 6th Street. La siguiente escena de Swagger siendo arrastrado por un barco también fue rodada en el río Fraser, cerca de Pattullo Bridge.

### Tácticas
En el filme se muestran diversas tácticas de francotirador, gracias a la guía del exmarine estadounidense y tirador de unidad, Patrick Garrity, quien entrenó a Wahlberg. Garrity le enseñó a Wahlberg a disparar con ambas manos (el actor es zurdo), a ajustar la mira telescópica del rifle, a tomar en consideración el viento para realizar un tiro adecuado, las maniobras de recarga rápida y las técnicas de respiración. Asimismo el entrenamiento incluía el tiro de larga distancia (más de 1000 metros) y la utilización de trajes de camuflaje.
En el material extra contenido en el DVD, Garrity explica que el tiro realizado, en que el arzobispo etíope es asesinado, no es posible de manera directa como se vio en la cinta. Cuando un disparo es hecho, la bala pierde altura dependiendo de la distancia. Para compensar esto, el tiro se realiza en arco, teniendo en cuenta la distancia, la temperatura, la humedad, el viento y la rotación de la tierra (en tiros de más de 1000 metros, conocido como efecto Coriolis).
En realidad, el tiro debería llegar por encima de la cabeza del arzobispo. Igualmente Garrity afirma que «a una distancia de 1645 metros (1800 yardas), el choque hidrostático que sigue de un grueso calibre de alta velocidad como lo es un .50 (como el utilizado en el filme) el objetivo sería despedazado y esparcido a una distancia de 200 metros». Esto sería gráficamente muy violento para su proyección en salas comerciales, de manera que se muestra una representación menos explícita del asesinato en el filme.
En el 2002 Robert Furlong, soldado de las fuerzas canadienses, obtuvo la baja confirmada a mayor distancia, alcanzando a un soldado enemigo a 2430 metros con un rifle McMillan Brothers Tac-50.

### Armamento
En la secuencia inicial (África); 
- Rifle Remington 700
- Rifle Barrett M82
- Carabina M4 con lanzagranadas M203

En la secuencia del río;
- Rifle calibre .22 de Donnie Fenn Cooey 60

En la secuencia de las montañas;
- Rifle CheyTac Intervention en calibre .408 Chey Tac
- Rifle Remington 700P

En la secuencia de la casa;
- Pistola Beretta 92
- Carabina M4 Comando
- Fusil de asalto H&K G36V

Secuencia final;
- Pistola M1911 con silenciador
- Rifle Steyr AUG
- Fusil de asalto recortado o carabina H&K G36C
- Fusil de asalto recortado o carabina SIG SG 552 o SIG SG 553

## Curiosidades
Keanu Reeves fue la primera persona en que se pensó para protagonizar la película como Bob Lee Swagger.
Hay una escena de vídeo muy curiosa y semejante al inicio del film en el juego Call of Duty 4 Modern Warfare en la misión Un tiro, un muerto.
En la escena en la que llegan las tropas rebeldes enemigas en África, Bob Lee Swagger (Mark Wahlberg) realiza más de diez disparos con el rifle Remington 700P; este rifle solo puede almacenar entre 3 y 4 cartuchos como máximo. Se divide en tres tipos según el calibre: .223 Rem. (4 proyectiles); .308 Win. (4 proyectiles); .300 Win. Mag. (3 proyectiles), con lo que los disparos que se realizan en la película no concuerdan con la realidad (no se ven escenas donde recargue el rifle).
En la conversación del coronel Isaac Johnson y Bob Lee sobre la planificación del asesinato del presidente, Bob Lee Swagger menciona que el proyectil puede estar de 6 a 8 segundos en vuelo en el momento de ser disparado. Esto es algo imposible, ya que un proyectil de gran calibre disparado con un fusil de alto rango (1500-2500 metros),puede estar en vuelo entre uno y cuatro segundos como máximo, dependiendo de varios factores, hasta alcanzar su objetivo.